# Wag The Dog (álbum)
Wag The Dog es la banda sonora de Mark Knopfler para la película de Barry Levinson, La cortina de humo (Wag The Dog).

## Canciones
1. «Wag the Dog» (4:44)
2. «Working on It» (3:27)
3. «In the Heartland» (2:45)
4. «An American Hero» (2:04)
5. «Just Instinct» (1:36)
6. «Stretching Out» (4:17)
7. «Drooling National» (1:53)
8. «We're Going to War» (3:23)

## Músicos
- Richard Bennett - Guitarra.
- Jim Cox - Piano y órgano (Hammond).
- Chad Cromwell - Batería.
- Guy Fletcher - Teclados.
- Mark Knopfler - Guitarra y voz.
- Glenn Worf - Bajo.

## Datos técnicos
- Chuck Ainlay - Productor.
- Phil Caruso - Fotografía.
- Don Cobb - Edición digital.
- Mark Knopfler - Productor.
- Rick Lecoat - Diseño.
- Mark Leialoha - Fotografía.
- Mark Ralston - Asistente de producción.

- Datos: Q4017649